# 大鎮站
大镇站（韓語：대진역）是朝鮮民主主義人民共和國两江道普天郡的一個鐵路車站，属于普天线。

## 邻近车站
普天线
温水站 - 大镇站 - 丽水站